# 脱羧反应

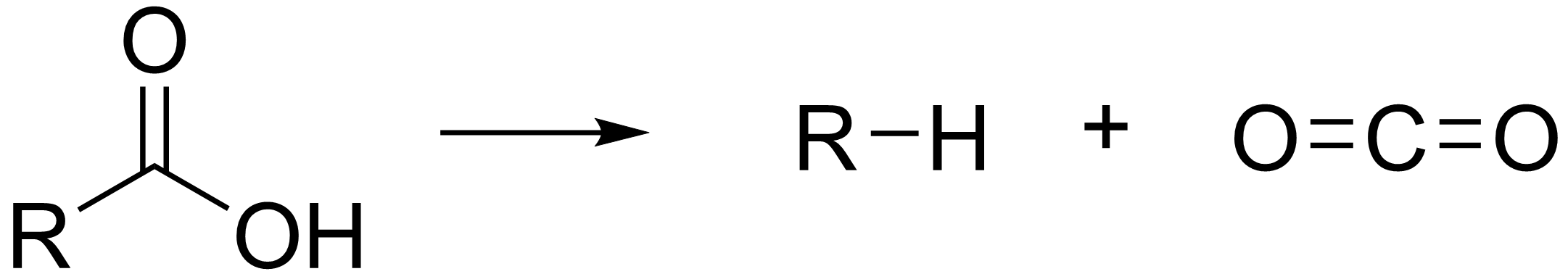
脱羧反应

脱羧反应是有机化合物中的羧基（-COOH）转变为氢（-H），同时放出二氧化碳（CO2）的反应。

## 生物化学
常见氨基酸脱羧生成胺的生化合成反应： 
- 色氨酸 → 色胺
- 苯丙氨酸 → 苯乙胺
- 酪氨酸 → 酪胺
- 组氨酸 → 组胺
- 丝氨酸 → 乙醇胺
- 谷氨酸 → γ-氨基丁酸
- 赖氨酸 → 尸胺
- 精氨酸 → 胍丁胺
- 鸟氨酸 → 腐胺
- 5-羟基色氨酸 → 血清素
- 左旋多巴 → 多巴胺

柠檬酸循环中的脱羧反应： 
- 丙酮酸 → 乙酰辅酶A
- 草酰琥珀酸 → α-酮戊二酸
- α-酮戊二酸 → 琥珀酰辅酶A

催化脱羧反应的酶称为脱羧酶，EC编号4.1.1。

## 有机化学
逆合成分析中，脱羧反应是使碳链变短的方法之一。
α-酮酸脱羧与稀硫酸共热时即可脱羧形成醛，但若用具氧化性的Tollens试剂，就会将生成的醛进而氧化为羧酸。
饱和羧酸脱羧常需要将底物在高沸点溶剂中加热，介质选取铜盐或碱石灰等。丙二酸酯合成中的产物与盐酸共热也会发生脱羧。
β-酮酸脱羧更加容易，原因是可生成环状的过渡态，如Knoevenagel缩合反应。Barton脱羧反应为自由基反应。
Kolbe电解中，电解羧酸盐溶液，得到脱羧偶联的产物，该反应是通过自由基机理发生的：
CH3COOH  →  CH3COO− → CH3COO· → CH3· + CO2
2CH3· → CH3CH3
因为反应是自由基机制进行的，因此需注意的是，长链羧酸进行科尔贝电解时的产率较低。